# Torre Einstein
La torre Einstein (Einsteinturm in tedesco) è un osservatorio astrofisico progettato dall'architetto tedesco Erich Mendelsohn ubicato a Potsdam, in Germania.

## Storia
Il progetto della torre Einstein fu il primo che impegnò Mendelsohn dopo il ritorno dalle armi della prima guerra mondiale. La commissione proveniva dall'astronomo Erwin Finlay-Freundlich, conosciuto grazie all'intercessione della moglie, il quale era interessato all'erezione di una monumentale torre-telescopio al fine di effettuare esperimenti ed osservazioni tese a confermare per via sperimentale la teoria della relatività con strumentazioni adeguate alla rilevazione di un'eventuale deviazione nella traiettoria della luce, effettivamente prevista dai postulati di Albert Einstein. Una prima bozza progettuale di questa struttura risale già al 1917, quando Mendelsohn era impegnato sul fronte russo, in trincea: «Dopo un'ora di sonno, sono colto da un nuovo accesso di febbre disegnativa che produce una massa di schizzi» scriveva il 24 giugno 1917, in piena guerra «Oggetti, per la maggior parte, tellurici e planetari freundlichiani». Egli, dunque, coltivava l'idea di realizzare un osservatorio già ben prima della richiesta di Freundlich e, anzi, aveva avviato un processo ideativo che anche una volta aperto il cantiere della struttura si presenterà ricchissimo di disegni, prospetti ed idee. Ovviamente Mendelsohn era molto allettato dalla commissione, che gli avrebbe consentito di declinare le sue modernissime concezioni architettoniche con una teoria fisica altrettanto moderna come quella proposta da Einstein.
Dopo aver reperito i finanziamenti necessari grazie al governo tedesco, desideroso di abbattere il vecchio osservatorio di Potsdam (ormai obsoleto) e di contribuire alla causa sostenendo economicamente la costruzione di una struttura più moderna sul medesimo sito, Mendelsohn e Freundlich aprirono ufficialmente il cantiere della torre Einstein. L'iter costruttivo fu assai accidentato: il governo centrale, infatti, aveva concesso un finanziamento solo parziale, allorché i denari rimanenti erano completamente a carico di contributi privati, con tutti gli oneri relativi alla fradicia situazione economica della Germania postbellica. Ce lo testimonia Louise Mendelsohn, moglie dell'architetto:
(Louise Mendelsohn)
L'edificazione della torre fu assai accidentata anche per via della sua forma eccezionalmente curva, la quale comportò non pochi problemi a livello costruttivo. A parlare è sempre Louise:
(Louise Mendelsohn)
L'involucro edilizio venne terminato nell'estate del 1921, esattamente dopo un anno di cantiere, anche se per l'inaugurazione ufficiale dell'osservatorio bisognerà attendere il 6 dicembre 1924, con la messa in opera del laboratorio e l'installazione del grande telescopio. L'opera garantì a Mendelsohn una grandissima notorietà e fu apprezzata anche dallo stesso Einstein, il quale per descriverla fece profeticamente ricorso ad una sola parola: «Organisch!» [Organica!].
La torre, ora monumento storico-artistico protetto, è un'importante testimonianza dell'architettura espressionista e, generalmente, uno dei brani architettonici più importanti e rivoluzionari del Modernismo. Originariamente progettato per essere costruito in cemento armato, a causa del disegno complesso e delle ristrettezze dovute alla guerra è stato invece realizzato come si è visto solo in minima parte con questo materiale, utilizzando per il resto muratura intonacata. Ciò ha reso necessari negli anni vari interventi di risanamento delle crepe e delle infiltrazioni di umidità. L'ultimo intervento è avvenuto nel 1999 in occasione del settantacinquesimo anniversario dalla costruzione.

## Descrizione

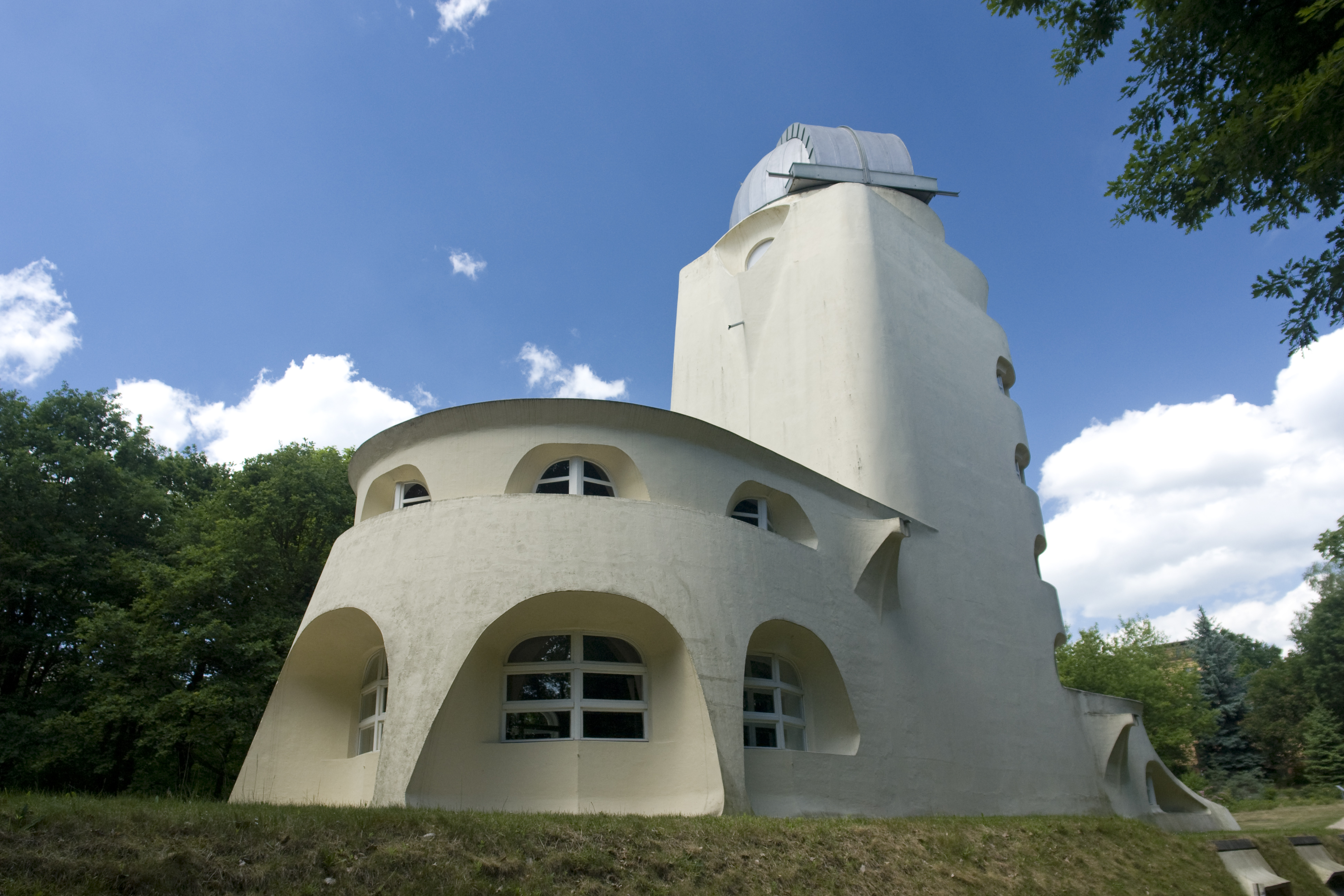
Veduta della torre Einstein dal retro

Come già accennato la torre deve la propria esistenza all'esigenza di verificare sperimentalmente il fenomeno della deviazione luminosa, apprezzabile secondo le previsioni di Einstein qualora il raggio in esame subisce l'azione di un campo gravitazionale. Per questo motivo venne predisposto un telescopio di moderna concezione, sul tipo di quello realizzato per l'osservatorio di Monte Wilson, negli Stati Uniti d'America. La luce catturata alla sommità dell'edificio viene dunque deviata da un sistema di specchi prima verticalmente lungo la torre sino al piano interrato che ospita il laboratorio vero e proprio, poi orizzontalmente (allungando ulteriormente in tal guisa la lunghezza focale), sino agli strumenti di rilevazione.
Di particolare interesse, tuttavia, è soprattutto la forma architettonica della Torre, la quale - con la sua massa duttile, malleabile, quasi fludificata - risponde pienamente ai dettami dell'architettura espressionista. Il vigore plastico, curvilineo dell'impianto volumetrico salva la torre Einstein dalla tirannica schiavitù della visione scatolare sino ad allora predominante in ambito edilizio e coinvolge la quasi totalità della struttura, fatta eccezione per parte rivolta verso ovest, la zona basamentale dell'ingresso ed il fronte (dove le anomalie mendelsohniane perdono notevolmente di intensità, risultando quasi occultate): espressioniste, ad esempio, risultano essere la scala d'accesso, avvolta intorno alla zona basamentale, ma anche «i grumi cementizi che eruttano la materia tutto lungo il fianco», e le finestre degli uffici e degli alloggi, scavate all'interno della massa muraria lievemente inflesse in modo tale da distinguersi dalla massa muraria circostante. Questo impeto plastico-spaziale, tuttavia, non si traduce in uno sterile virtuosismo ornamentale: in altri termini Mendelsohn non plasma l'organismo architettonico per ragioni meramente estetiche, bensì lo conforma funzionalmente all'impianto degli spazi interni. Notevole infine anche la cupola, la quale «costituisce il fastigio trionfale dell'Einsteinturm, poiché ne esalta il moto ondoso e, allo stesso tempo, gli impone di riprecipitare in basso» (Zevi).

## Mostra digitale

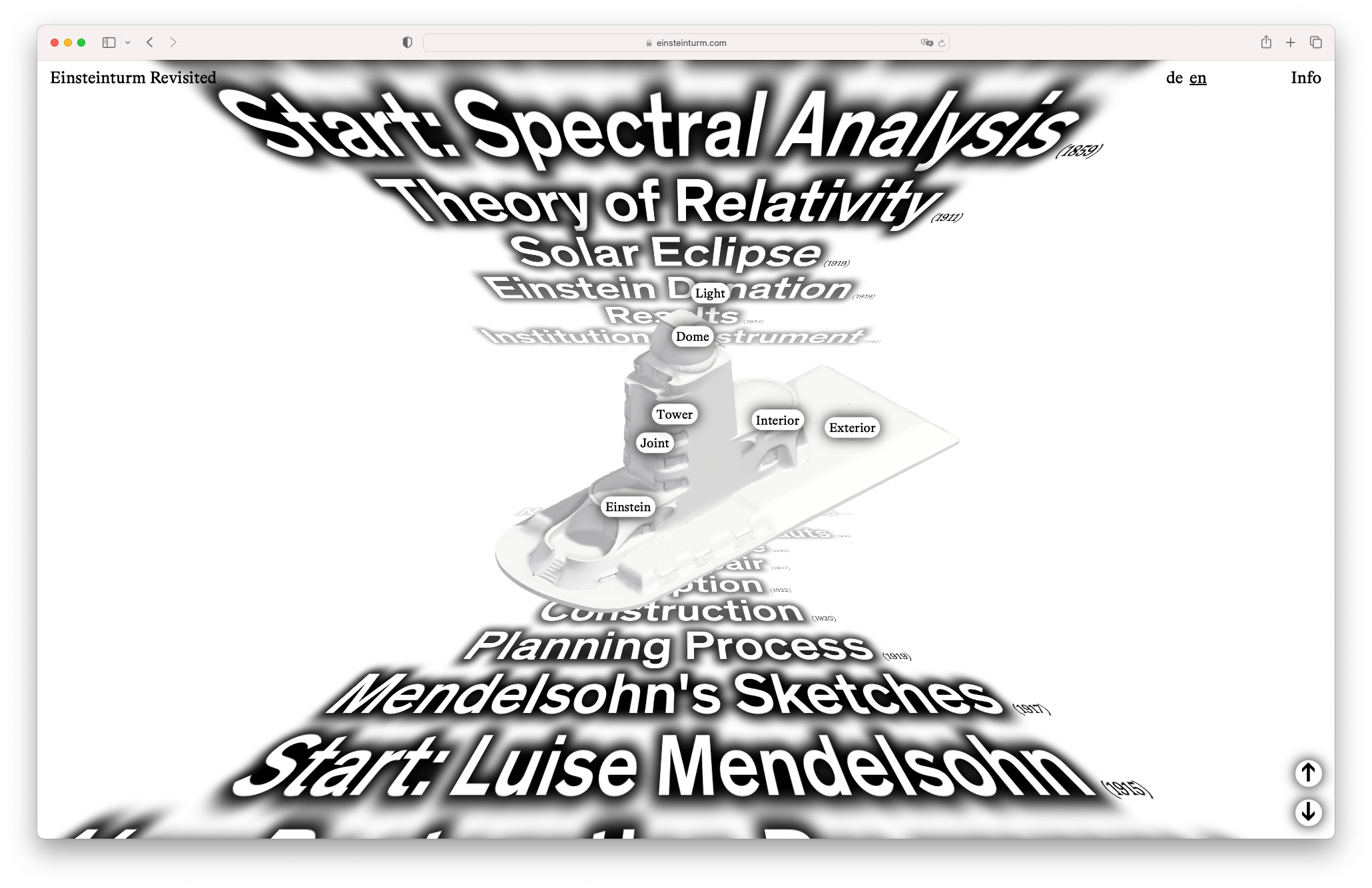
Home page della mostra digitale sulla Torre Einstein

La mostra digitale «Einsteinturm rivisited» sulla Torre di Einstein è stata creata nel 2023 in occasione dell'ultimo lavoro di restauro, con l'obiettivo di far comprendere ai visitatori la storia architettonica, scientifica e monumentale dell'edificio. Poiché la torre è ancora utilizzata come telescopio solare dall'Istituto Leibniz per l'astrofisica di Potsdam, di solito non è aperta al pubblico. La mostra digitale utilizza un modello interattivo in 3D per comprendere il funzionamento scientifico della torre e illustrare il contesto storico e architettonico della sua costruzione.